# Масарандуба (Параиба)
Масарандуба (порт. Massaranduba) — муниципалитет в Бразилии, входит в штат Параиба. Составная часть мезорегиона Сельскохозяйственный район штата Параиба. Входит в экономико-статистический микрорегион Кампина-Гранди. Население составляет 11 451 человек на 2006 год. Занимает площадь 205,941 км². Плотность населения — 55,6 чел./км².

## Статистика
- Валовой внутренний продукт на 2003 год составляет 31 551 242,00 реалов (данные: Бразильский институт географии и статистики).
- Валовой внутренний продукт на душу населения на 2003 год составляет 2728,40 реалов (данные: Бразильский институт географии и статистики).
- Индекс развития человеческого потенциала на 2000 год составляет 0,561 (данные: Программа развития ООН).